# Littrow-Spektrometer
Ein Littrow-Spektrometer ist ein Spektrometer mit nur einer fokussierenden Optik, die gleichzeitig sowohl als Kollimator für das einfallende als auch als Objektiv für das vom dispersiven Element reflektierte Licht wirkt. Diese Anordnung wurde von Otto von Littrow (1843–1864), einem Sohn des österreichischen Astronomen Karl Ludwig von Littrow, erdacht. Eine derartige Anordnung bezeichnet man als Autokollimationsanordnung.
Das dispersive Element muss dazu das nach Wellenlängen getrennte Licht in die Einfallrichtung zurück reflektieren. Als dispersives Element ist sowohl ein Reflexionsgitter als auch ein Prisma oder Transmissionsgitter vor einem Planspiegel möglich. Ein Reflexionsgitter muss so gedreht werden, dass die Beugungsordnung, die beobachtet werden soll, gegen die Einfallrichtung zurückgeworfen wird. Besonders für den Einsatz in Littrow-Spektrometern sind Blazegitter mit richtig gewähltem Blazewinkel geeignet.
Damit das zurückgeworfene Licht detektiert werden kann, werden Eintrittsspalt und Detektor senkrecht zur Dispersionsrichtung versetzt zueinander angeordnet.